# Vénérieu
Vénérieu és un municipi francès situat al departament de la Isèra i a la regió d'Alvèrnia-Roine-Alps. L'any 2007 tenia 533 habitants.

## Demografia

### Població
El 2007 la població de fet de Vénérieu era de 533 persones. Hi havia 182 famílies de les quals 35 eren unipersonals (12 homes vivint sols i 23 dones vivint soles), 50 parelles sense fills, 85 parelles amb fills i 12 famílies monoparentals amb fills.
La població ha evolucionat segons el següent gràfic:
Habitants censats

### Habitatges
El 2007 hi havia 225 habitatges, 190 eren l'habitatge principal de la família, 17 eren segones residències i 18 estaven desocupats. 223 eren cases i 1 era un apartament. Dels 190 habitatges principals, 175 estaven ocupats pels seus propietaris i 15 estaven llogats i ocupats pels llogaters; 3 tenien una cambra, 5 en tenien dues, 18 en tenien tres, 50 en tenien quatre i 114 en tenien cinc o més. 155 habitatges disposaven pel capbaix d'una plaça de pàrquing. A 46 habitatges hi havia un automòbil i a 131 n'hi havia dos o més.

### Piràmide de població
La piràmide de població per edats i sexe el 2009 era:
| Homes | Edats   | Dones |
| ----- | ------- | ----- |
| 0     | 95 o +  | 0     |
| 0     | 90 a 94 | 0     |
| 0     | 85 a 89 | 0     |
| 4     | 80 a 84 | 0     |
| 0     | 75 a 79 | 12    |
| 4     | 70 a 74 | 16    |
| 4     | 65 a 69 | 0     |
| 12    | 60 a 64 | 4     |
| 0     | 55 a 59 | 8     |
| 20    | 50 a 54 | 20    |
| 24    | 45 a 49 | 12    |
| 20    | 40 a 44 | 28    |
| 16    | 35 a 39 | 16    |
| 4     | 30 a 34 | 16    |
| 16    | 25 a 29 | 16    |
| 16    | 20 a 24 | 8     |
| 12    | 15 a 19 | 12    |
| 20    | 10 a 14 | 16    |
| 24    | 5 a 9   | 4     |
| 8     | 0 a 4   | 20    |

## Economia
El 2007 la població en edat de treballar era de 341 persones, 270 eren actives i 71 eren inactives. De les 270 persones actives 259 estaven ocupades (145 homes i 114 dones) i 11 estaven aturades (2 homes i 9 dones). De les 71 persones inactives 25 estaven jubilades, 27 estaven estudiant i 19 estaven classificades com a «altres inactius».

### Ingressos
El 2009 a Vénérieu hi havia 207 unitats fiscals que integraven 567,5 persones, la mediana anual d'ingressos fiscals per persona era de 22.161 €.

### Activitats econòmiques
Dels 14 establiments que hi havia el 2007, 1 era d'una empresa alimentària, 4 d'empreses de construcció, 1 d'una empresa de comerç i reparació d'automòbils, 1 d'una empresa de transport, 1 d'una empresa d'hostatgeria i restauració, 1 d'una empresa d'informació i comunicació, 3 d'empreses de serveis i 2 d'empreses classificades com a «altres activitats de serveis».
Dels 3 establiments de servei als particulars que hi havia el 2009, 1 era una fusteria, 1 electricista i 1 restaurant.
L'únic establiment comercial que hi havia el 2009 era una fleca.
L'any 2000 a Vénérieu hi havia 9 explotacions agrícoles que ocupaven un total de 285 hectàrees.

## Equipaments sanitaris i escolars
El 2009 hi havia una escola elemental integrada dins d'un grup escolar amb les comunes properes formant una escola dispersa.

## Poblacions més properes
El següent diagrama mostra les poblacions més properes.